# FoxyTunes
FoxyTunes é uma extensão para Firefox e Internet Explorer que permite ao usuário controlar um determinado tocador de mídia da janela do navegador. Funciona também no SeaMonkey, no Mozilla, no Flock e no Mozilla Thunderbird.
A extensão suporta as funções comuns a todos os tocadores de mídia e exibe informações sobre a faixa tocada atualmente. Adicionalmente, a extensão se reserva a procurar informações como imagens, vídeos e biografia relacionados à música que está sendo executada.
O FoxyTunes atualmente foi adquirido pelo Yahoo! e é um produto integrante do Yahoo! Music.

## Características
- Multiplataforma: Windows, Linux e Mac OS.
- Controle de volume
- Atalhos de teclado configuráveis
- Informações sobre a faixa tocada
- Auto-ocultar
- Executar automaticamente o tocador quando necessário
- Exibir em pop-up e esconder o player em um clique
- Informações sobre a faixa em reprodução em todas as línguas, suporta Unicode
- Caixa de informações incluindo busca da capa do álbum, histórico de faixas recentemente executadas, entre outros
- Mudança de visual por skins

## Tocadores suportados

### Microsoft Windows
| - 1by1 Player - Apollo media player - CoolPlayer - The Core Media Player - dBpoweramp Audio Player - foobar2000 - iTunes - J. River Media Center - jetAudio - Last.fm - MediaMonkey - Media Player Classic - musikCube | - Musicmatch Jukebox - Sonique - Quintessential Player (QCD) - Pandora - Real Player - UltraPlayer - VLC Media Player - Winamp - Windows Media Player - wxMusik - XMPlay - Yahoo Music Engine - Zinf |

### Unix
| - XMMS - Beep Media Player - Noatun - Juk | - Amarok - Music Player Daemon - Rhythmbox |

### Mac OS X
- iTunes